# Passo do Sobrado
Passo do Sobrado est une municipalité brésilienne située dans l'État du Rio Grande do Sul.